# Dúrcal

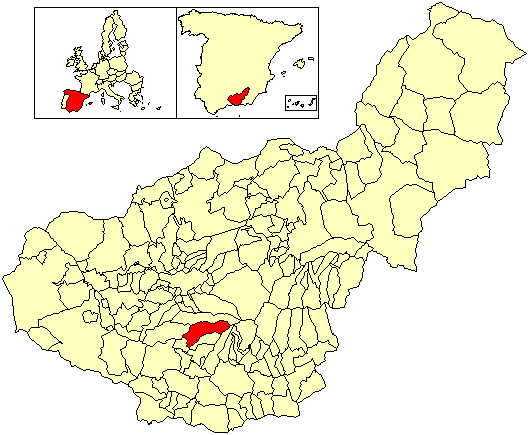
Dúrcal

Dúrcal este un municipiu din Spania, situat în provincia Granada din comunitatea autonomă Andaluzia. Are o populație de 7.152 de locuitori.